# Sfântu Gheorghe
Sfântu Gheorghe (węg. Sepsiszentgyörgy, niem. Sankt Georgen) – miasto położone w okręgu Covasna w Rumunii.
W średniowieczu na tym terenie znajdował się kościół zakonu rycerzy św. Jerzego, od którego nazwę przejęła założona w pobliżu wioska. Rozwój Sfântu Gheorghe w XV i XVI stuleciu przyspieszyło zezwolenie na organizację targów, wydane przez Zygmunta Luksemburskiego w 1427 r. Sprzyjało również położenie u zbiegu szlaków wiodących wzdłuż rzeki Aluty i Râul Negru. W latach 1658 i 1661 miasto zostało splądrowane i zniszczone przez Turków. Odbudowane, stało się siedzibą regimentu szeklerskich huzarów i ośrodkiem administracyjnym okręgu Háromszék (rum. Trei Scaune). Na przełomie XIX i XX wieku miasto było centrum intelektualnym Szeklerszczyzny. Śladem tej działalności jest istniejące do dziś Szeklerskie Muzeum Narodowe i dzielnice willowe na wzgórzach.
75% mieszkańców miasta to Węgrzy.

## Miasta partnerskie
- Veszprém, Węgry
- Kiskunhalas, Węgry
- Ferencváros, Węgry
- Cegléd, Węgry
- Kanjiža, Serbia
- Kráľovský Chlmec, Słowacja
- Giwatajim, Izrael
- Nowosybirsk, Rosja